# Мостовой, Руслан Иванович
Руслан Иванович Мостовой (укр. Руслан Іванович Мостовий; 2 июня 1974, Львов — 26 ноября 2021, Любинцы, Львовская область) — советский и украинский футболист, защитник.

## Карьера

### Клубная
Свою профессиональную карьеру начал в 1991 году играя в клубе «Карпаты» Каменка-Бугская.
В 1992 году перешёл в «Авангард» Жидачов, далее играл в «Спартаке» Ивано-Франковск, из которого в свою очередь отдавался в аренду в «Кристалл» Чортков и в «Тысменицу».
В 1999 году играл в «Подолье» Хмельницкий, а следующий сезон провёл в клубе «Техно-Центр» Рогатин.
Зимой 2001 года Мостовой отправился искать себе новое место работы в России, где его заметили в тренерском штабе нальчикского «Спартака», выступавшего в первом дивизионе. В клубе из Кабардино-Балкарии под руководством Юрия Красножана стал одним из лидеров, проведя в нём 6 сезонов, и отыграв 196 матчей. В 2005 году вышел с командой в премьер-лигу. Сезон 2007 года провёл в томской «Томи», после чего в 2008 году вернулся в «Прикарпатье».
Далее выступал в «Волыни» Луцк, «Закарпатье» и «Энергетике» Бурштын. Последним клубом был ФК «Львов».
С 2013 по 2014 год выступал на любительском уровне за клуб первой лиги чемпионата Львовской области «Зоря» (Городыславичи) и одновременно являлся и тренером.
С началу 2015 года был главным тренером ФК «Николаев» (Львовская область), с июля — главным тренером клуба «Остров» (Чёрный Остров), с которым занял седьмое место в Премьер-лиге Львовской области.
Летом 2016 года вошёл в тренерский штаб восстановленного ФК «Львов». В начале ноября того же года официально возглавил «Рух» (Винники).
26 ноября 2021 года погиб в ДТП на трассе «Киев-Чоп» возле села Любинцы Львовской области.

## Достижения

### Командные
как игрок:
«Спартак» Нальчик
- Серебряный призёр Первого дивизиона: 2005 (Выход в Премьер-Лигу)

«Волынь» Луцк
- Серебряный призёр Первой лиги Украины: 2009/10 (Выход в Премьер-Лигу)

как тренер:
«Рух» Винники
- Серебряный призёр Второй лиги Украины: 2016/17 (Выход в Первую лигу)